# Przejście graniczne Zawidów-Habartice
Przejście graniczne Zawidów-Habartice – polsko-czeskie drogowe przejście graniczne położone w województwie dolnośląskim, w powiecie zgorzeleckim, w gminie Zawidów, w miejscowości Zawidów, zlikwidowane w 2007.

## Opis
Przejście graniczne Zawidów-Habartice z miejscem odprawy granicznej po stronie polskiej w miejscowości Zawidów, zostało utworzone dzięki porozumieniu między Rzecząpospolitą Polską i Republiką Czeską. Czynne było całą dobę. Dopuszczony był ruch pieszych, rowerzystów, motocykli, samochodów osobowych, autokarów, samochodów ciężarowych zarejestrowanych w Polsce i Czechach o dopuszczalnej ładowności do 3,5 tony z wyłączeniem ładunków niebezpiecznych i mały ruch graniczny. Kontrolę graniczną osób, towarów oraz środków transportu wykonywała kolejno: Graniczna Placówka Kontrolna Straży Granicznej w Zawidowie (GPK SG w Zawidowie) i Placówka Straży Granicznej w Zawidowie.
Do przejścia po stronie polskiej można było dojechać drogą wojewódzką nr 355, a od strony czeskiej drogą krajową nr I/35.
21 grudnia 2007 na mocy układu z Schengen przejście graniczne zostało zlikwidowane.

### Przejścia graniczne z Czechosłowacją
W okresie istnienia Czechosłowackiej Republiki Socjalistycznej funkcjonowały w tym miejscu polsko-czechosłowackie przejścia graniczne:
- małego ruchu granicznego Zawidów-Habartice – I kategorii. Zostało utworzone 13 kwietnia 1960[3]. Czynne było w środy, soboty i niedziele w godz. 8.00–19.00. Dopuszczony był ruch osób i środków transportu na podstawie przepustek z wszelkich względów przewidzianych w Konwencji. Kontrola celna wykonywana była przez organy celne[4].
- drogowe Zawidów. Czynne było codziennie przez całą dobę. Dopuszczony był ruch osobowy, towarowy[5] i od 28 grudnia 1985 mały ruch graniczny I kategorii[6][7]. Kontrolę graniczną osób, towarów oraz środków transportu wykonywała Graniczna Placówka Kontrolna Zawidów (GPK Zawidów).

Tylko dla obywateli:
1. Ludowej Republiki Bułgarii
2. Czechosłowackiej Republiki Socjalistycznej
3. Niemieckiej Republiki Demokratycznej
4. Polskiej Rzeczypospolitej Ludowej
5. Socjalistycznej Republiki Rumunii
6. Węgierskiej Republiki Ludowej
7. Związku Socjalistycznych Republik Radzieckich.

## Galeria

Przejście graniczne Zawidów-Habartice
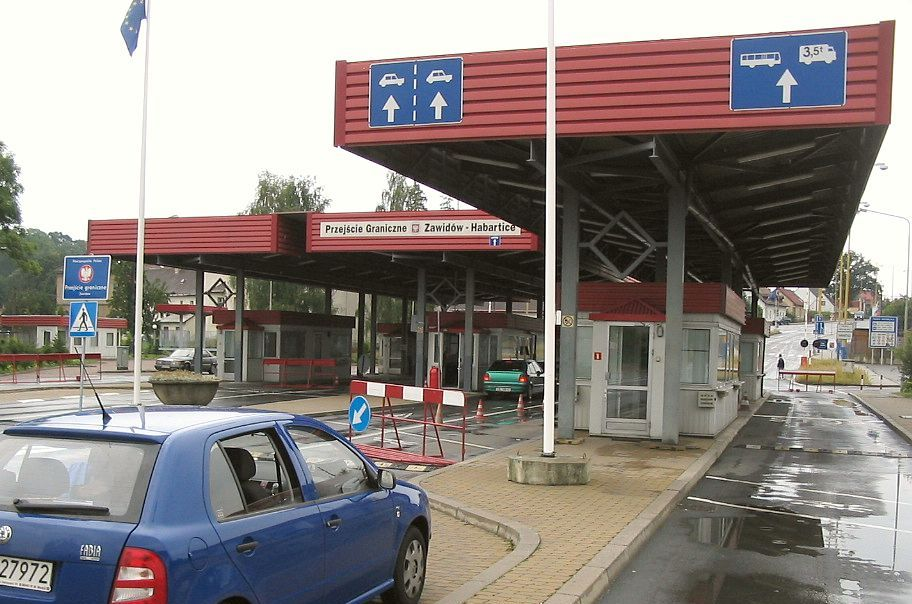
Widok od strony czeskiej (sierpień 2004)
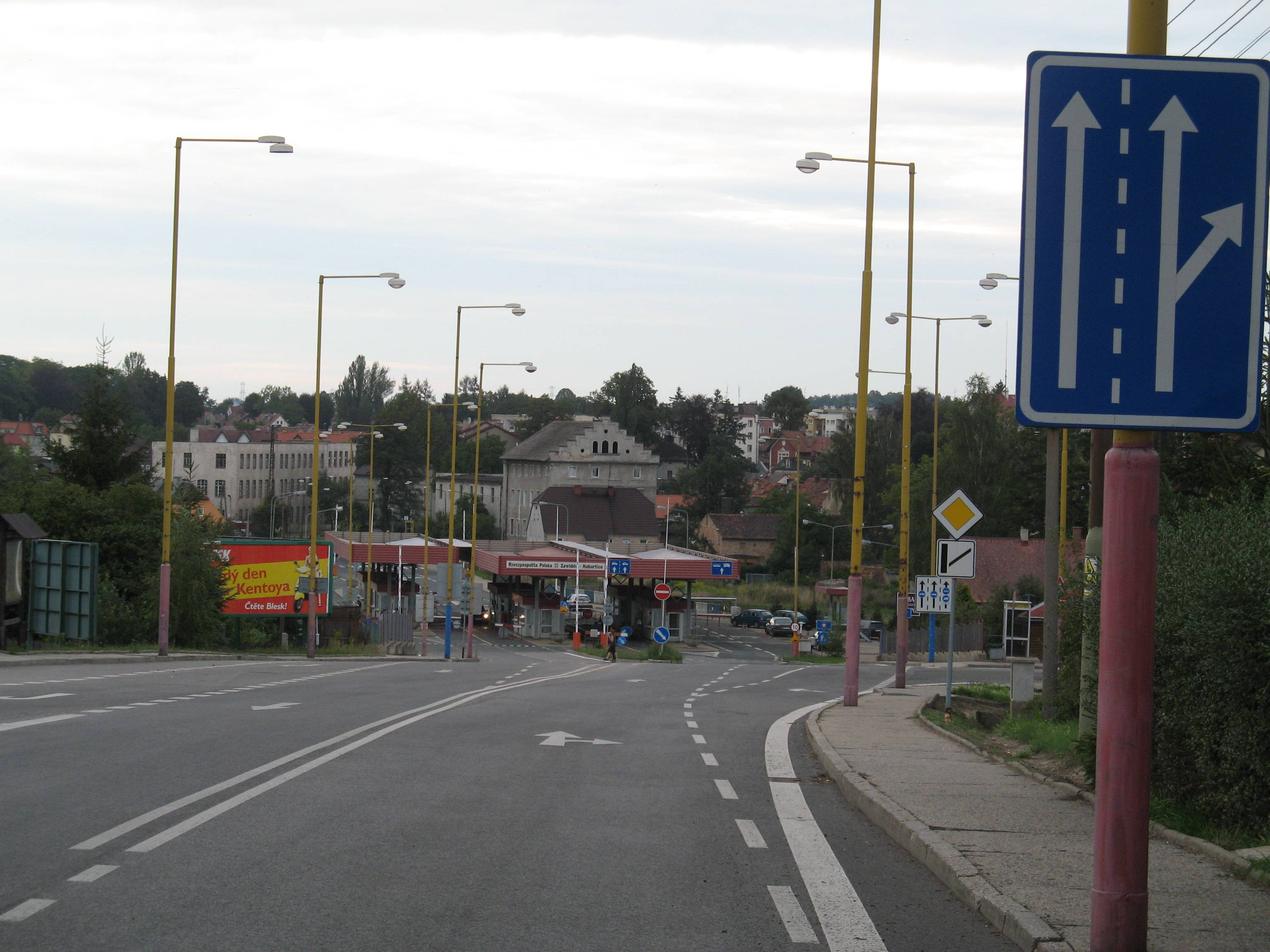
Widok od strony czeskiej (sierpień 2006)
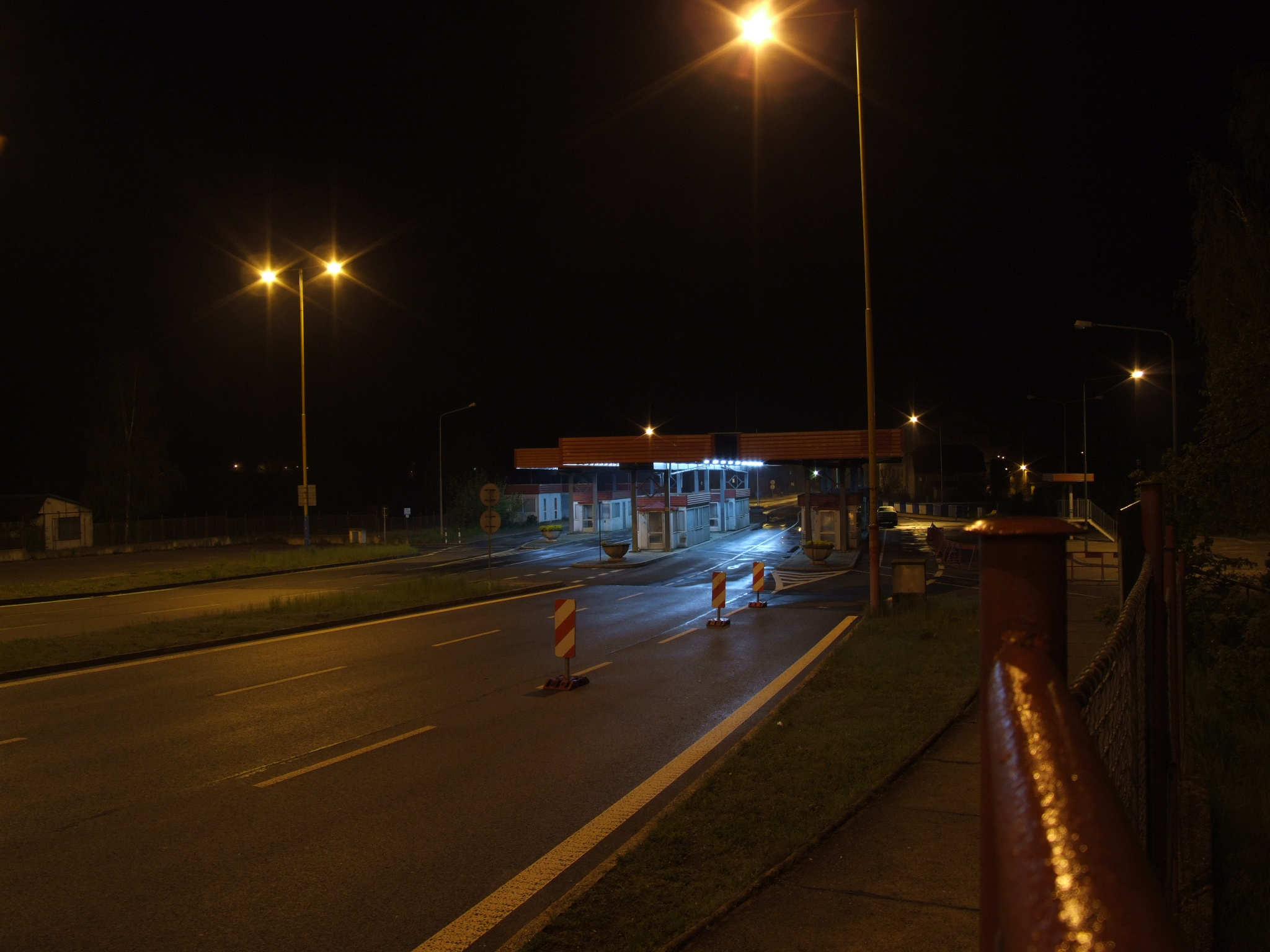
Widok od strony polskiej (maj 2008)